# 阿部杖策
阿部 杖策（あべ じょうさく、生没年不明）は、江戸時代末期（幕末）の幕臣、明治の文部官吏。号は槐陰。のちに改名し阿部弘蔵と名乗る。彰義隊の名付け親でもある。

## 経歴
一橋家の家臣で、緒方洪庵や武田成章に蘭学を学び、江戸幕府の蕃書調所・開成所の教授を務め、のちに砲術を修め、幕府陸軍の砲兵差図役並等などを務める。彰義隊の結成に参加し、「大義を彰（あき）らかにする」と名付け、隊内では、記録掛組頭を務めた。
のち敗れて、福澤諭吉の慶應義塾に入塾（『慶應義塾入社帳 第一巻 438頁』）して学問を修め、のち短期間ではあるが教員も務めている。明治新政府になってからは、文部省に出仕し、明治45年（1912年）に「彰義隊碑文」を完成させた。その他、神功皇后のいわゆる「三韓征伐」の伝承を否定する『征韓考』や『日本奴隷史』を記すなど、かなり多くの啓蒙書を発表している。

## 著作
- 『日本奴隷史』
- 『修身説話』（1887年）
- 『寛永寺建碑始末』（1912年）